# 江戸相撲明和8年3月場所
江戸相撲明和8年3月場所（えどすもうめいわ8ねん3がつばしょ）は、明和8年（1771年）3月に開催された江戸相撲（大相撲の前身）の本場所。興行場所は深川三十三間堂。

## 幕内番付・星取表
| 東               | 東           | 東             | 番付      | 西               | 西           | 西   |
| 備考             | 成績         | 力士名         | 番付      | 力士名           | 成績         | 備考 |
| ---------------- | ------------ | -------------- | --------- | ---------------- | ------------ | ---- |
| 新大関（第38代） | 1勝1敗6休    | 二王堂門太夫   | 大関      | 釈迦ヶ嶽雲右エ門 | 6勝1敗1休    |      |
|                  | 4勝1敗2分1預 | 出水川貞右エ門 | 関脇      | 関ノ戸億右エ門   | 5勝1分1預1休 |      |
|                  | 3勝1敗1預3休 | 雪見山堅太夫   | 小結      | 友綱良助         | 4勝2敗1預1休 |      |
|                  | 5勝1敗1預1休 | 稲川政右エ門   | 前頭筆頭  | 越ノ海勇藏       | 5勝1敗1分1休 |      |
|                  | 4勝3敗1預    | 千田川吉五郎   | 前頭2枚目 | 雷電為五郎       | 4勝4敗       |      |
|                  | 6敗2休       | 平石伝右エ門   | 前頭3枚目 | 達ヶ関森右エ門   | 全休         |      |
|                  | 全休         | 一ツ松九太夫   | 前頭4枚目 | 盤井川逸八       | 3敗5休       |      |

## 備考
- この時代の江戸相撲においては優勝力士という概念は存在していないが、後に定められた優勝制度を遡って準用することができる。本場所においては、釈迦嶽が優勝相当となる。